# Karnice (powiat łobeski)
Karnice (niem.  Karnitz ) – wieś w Polsce położona w województwie zachodniopomorskim, w powiecie łobeskim, w gminie Radowo Małe.
W latach 1818–1945 miejscowość administracyjnie należała do Landkreis Regenwalde (Powiat Resko) z siedzibą do roku 1860 w Resku, a następnie w Łobzie. W latach 1975–1998 miejscowość należała administracyjnie do województwa szczecińskiego.

## Zabytki
- park dworski, pozostałość po dworze[3]